# 우봉항
우봉항은 울산광역시 울주군 온산읍 우봉리에 있던 어항의 명칭이다. 원래는 국내 복어잡이 최대 항구였지만, 강양·우봉 2지구 매립사업으로 현재는 존재 하지 않는다.

## 연혁
- 울산광역시 울주군 온산읍 우봉리에 있던 우봉항은 지방어항으로 울산광역시장이 지정 관리하였다.
- 어항법 시행규칙 제 2조 1항 2호의 규정 및 건설교통부 고시 제2000-162(2000.6.16)호로 국가산업단지로 개발계획변경에 포함되어 지방어항의 기능을 상실됨에 따라 울산광역시장이 2005년 4월 7일 지방어항 지정을 해제하였다.[1]
- 폐지 당시의 우봉항 어항구역은 우봉리 동쪽 돌단과 대안 강양리 돌단부와 연결한 선내 수면(8,000m2)이다.

## 논란
강양·우봉 2지구 매립사업에 대해 시민들이 계획초기인 2006년부터 매립에 반대했고, 매립사업이 확정된 뒤인 최근에는 굳이 매립을 해야한다면 해안경관을 최소한이라도 남겨달라고 요구했으나 울산시, 도시공사, 신한기계측이 받아들이지 않았다.
출처 : 울산제일일보(http://www.ujeil.com)